# Nicolas d'Ybbs
Nicolas d'Ybbs (entre 1270 et 1280 à Ybbs an der Donau, mort le 11 octobre 1340 à l'abbaye d'Oberalteich) est le trente-et-troisième évêque de Ratisbonne et prince-évêque de la principauté épiscopale de Ratisbonne de 1313 à sa mort.

## Biographie
Nikolaus est probablement issu d'une famille patricienne d'Ybbs. Il étudie  probablement le droit de 1302 à 1306 à l'université de Bologne. Il fait une première apparition en tant que membre de la chancellerie royale ; pendant le règne d'Albert Ier, il est déjà scribe, au plus tard sous Henri VII de Luxembourg, il est notaire royal.
En 1307, il est mentionné comme capitulaire de l'église d'Eichstätt et est probablement aussi chanoine au chapitre de la cathédrale de Ratisbonne. En 1310, Nikolaus participe à l'expédition romaine. En 1312, il revient et sert le fils d'Henri, Jean Ier de Bohême, comme conseiller et protonotaire dans sa chancellerie. Enfin, le 19 mars 1313, Nicolas est élu évêque de Ratisbonne.
Lors de la dispute sur le trône entre Louis IV et Frédéric le Bel, Nicolas est du côté de Louis. Frédéric le Bel et son frère Léopold dévastent donc les propriétés de l'évêché. Aussi dans le conflit de Louis avec le pape Jean XXII. Nicolas continué à servir la maison de Wittelsbach, entre autres en tant que chancelier et conseiller. L'excommunication du roi Louis IV est suivie d'un interdit pour Ratisbonne.
Grâce à une taxation sévère du clergé, il peut rembourser ses dettes et racheter Donaustauf du gage. Le différend sur les droits dans l'abbaye Saint-Emmeran continue pendant l'épiscopat de Nicolas, l'abbé Baudouin rencontre le pape à Avignon pour obtenir la confirmation. Les négociations traînent si longtemps qu'il finit par mourir à Avignon. Dans une bulle de 1326, le pape Jean XXII confirme l'exemption de l'abbaye.
Le premier registre paroissial du diocèse de Ratisbonne date de l'épiscopat de Nicolas. Il est créé vers 1326. La réglementation de la vie dans les infirmeries suggère une douceur de vivre. Des Juifs sont assassinés à Deggendorf sous l'inculpation de profanation d'hosties. Selon une légende, la création du pèlerinage de Deggendorf est liée à cela.
Nikolaus meurt à l'abbaye d'Oberalteich et y est également enterré. Après sa mort, un schisme éclate sur le choix de son successeur.